# Direktionsgebäude Vieille-Montagne

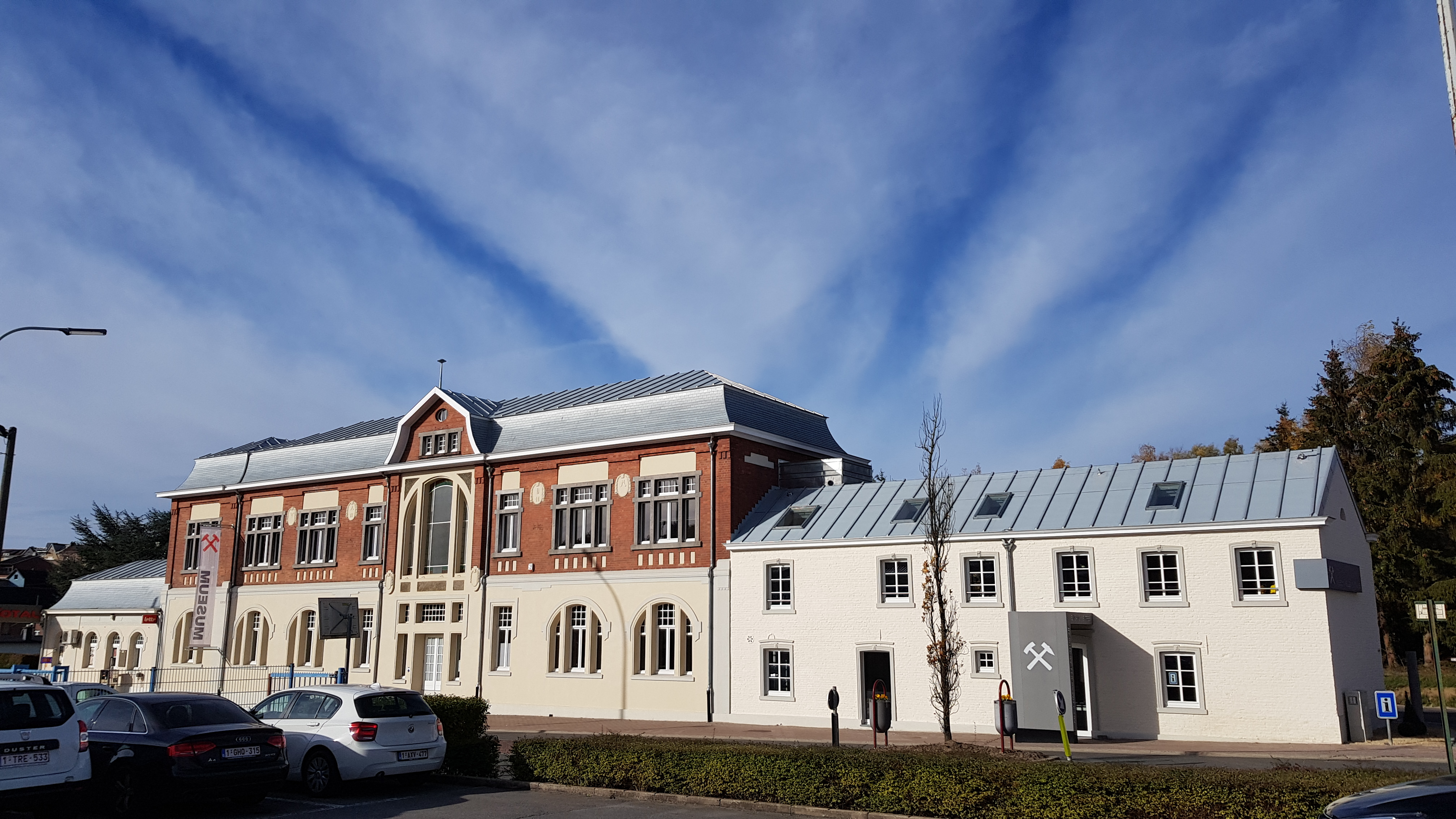
Ehemaliges Direktionsgebäude, Straßenansicht

Das Direktionsgebäude Vieille Montagne ist ein Verwaltungsgebäude im Ort Kelmis in der Provinz Lüttich, das 1910 im Auftrag der Société Anonyme des Mines et Fonderies de Zinc de la Vieille-Montagne (VM) mit Elementen des Jugendstils erbaut wurde. Seit 2014 befindet sich das zwei Jahre später unter Denkmalschutz gestellte Haus im Besitz der Gemeinde Kelmis und beherbergt derzeit das Museum Vieille Montagne.

## Geschichte
Nachdem zu Beginn des 20. Jahrhunderts der Grubenbetrieb und die Zinkproduktion in Kelmis eingestellt worden waren und die seit 1837 ansässige Aktiengesellschaft Vieille Montagne ihre Firmenstruktur umgestellt hatte, ließ sie sich 1910 ein neues Direktionsgebäude errichten, das größtenteils im Originalzustand erhalten geblieben ist und als ein markantes Zeugnis des Zinkbergbaus in der Gemeinde Kelmis gilt. Es wurde zwischen zwei kleineren älteren Häusern eingefügt, die seit 1871 als Bahnhofsgebäude für die Industriebahn der Linie 39 A und als Wohngebäude für den Bahnhofsvorsteher gedient hatten und später nicht unter Denkmalschutz gestellt wurden. Diese 1952 stillgelegte Bahn führte einst vor dem Gebäude vorbei, so dass die heutige straßenseitige Vorderfront eigentlich die Rückseite des Gebäudes ist und der Haupteingang im Bereich des heutigen hinteren Parkplatzes liegt.
Nachdem die Vieille Montagne 1951 ihre Agentur in Kelmis endgültig geschlossen hatte, wurden die Gebäude verkauft und die Familie Cornel Ohn (1923–2013) ihr neuer Besitzer. Die Familie nutzte das Direktionsgebäude als Wohn- und Geschäftshaus und richtete im alten südwestlichen Anbau ein Tankstellengeschäft ein.
Nach dem Tod von Cornel Ohn erwarb die Gemeinde Kelmis im Jahr 2014 das Direktionsgebäude sowie den nordöstlichen Anbau, um diese für die Aufnahme der Exponate aus dem zu klein gewordene Göhltalmuseum zu nutzen und als Museum herzurichten. Lediglich der südwestliche Anbau mit der Tankstelle verblieb noch bei den Erben Ohn. Mit den nun notwendig gewordenen Restaurierungs- und Sanierungsarbeiten wurde das Architekturbüro von Ravi Eicher beauftragt, der für die Arbeiten am Hauptgebäude unter Denkmalschutzvorgaben verantwortlich war, wobei für den Innenausbau und die Gestaltung zum Museum Ricarda Quest den Auftrag erhielt. Das nordöstlich sich anschließende ehemalige Bahnhofsgebäude sollte nicht unter Denkmalschutz gestellt werden und konnte deshalb komplett entkernt und als Empfangsgebäude, Tourismuszentrale und zu kleineren Räumen für die Wechselausstellungen der „Association Kelmis 1871“ umgebaut werden.
Schließlich erfolgte für das Direktionsgebäude nach Fertigstellung aller Bauarbeiten am 17. März 2016 der Eintrag in die Denkmalschutzliste der Deutschsprachigen Gemeinschaft und am 14. September 2018 durch die Kulturministerin Isabelle Weykmans die Eröffnung des dort neu eingerichteten Museums Vieille Montagne.

## Beschreibung

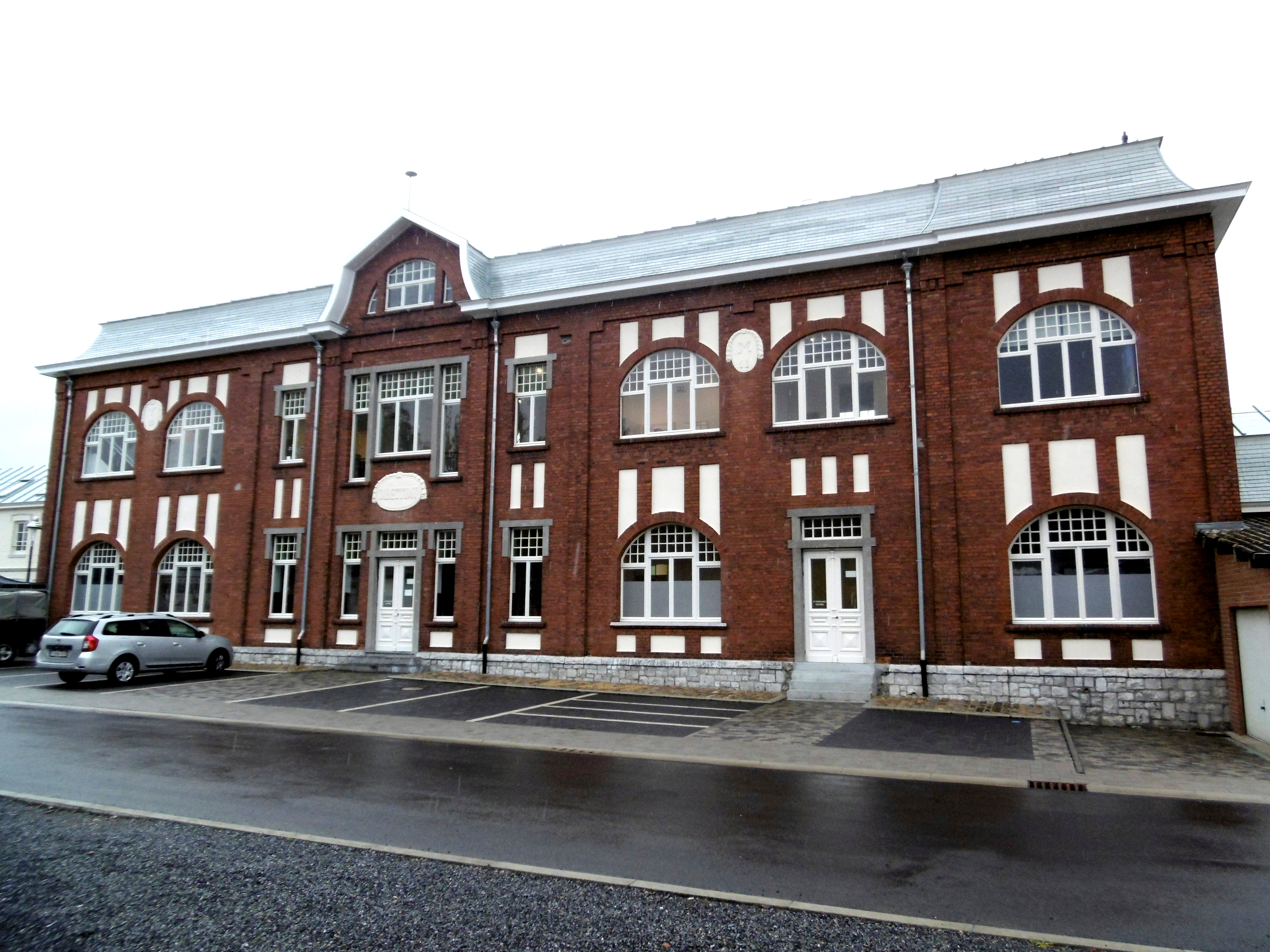
Ehemaliges Direktionsgebäude, Rückansicht, früher Haupteingangsseite

Das Direktionsgebäude ist ein zweigeschossiger Bau mit acht, teilweise breiten Achsen, der aus rotem Ziegelstein mit verputzten Zierflächen ober- und unterhalb der Fenster errichtet wurde, die zur heutigen Vorderseite im Untergeschoss mit einem Zementputz versehen sind. Das Haus und die Achsen gliedern sich in eine breite Mittelachse mit zunächst einer schmalen und dann zwei breiten Achsen je Seite, an die an ihrer Südwestseite eine weitere breite Achse mit eigenem Dachaufbau angebaut wurde, die ihrerseits an das heutige Tankstellengebäude anschließt.
In der eigentlichen parkplatzseitigen Vorderfassade sind in drei kleinen mit Girlanden geschmückten Medaillons die Aufschriften „Direction“, „V19“ und „M10“ für die Verwendung des Gebäudes und das Baujahr aufgetragen, wobei „V“ und „M“ für „Vieille Montagne“ steht. Die breite Mittelachse diente als Haupteingang zur Direktion und ist mit einem leicht geschwungenen Dreiecksgiebel verlängert, der mit einem dreigegliederten Rundbogenfenster versehen ist. Große Rechteckfenster sorgen für reichlich Licht für das sich dahinter befindende Treppenhaus. Ebenfalls sind die schmalen Achsen auf beiden Geschossen mit Rechteckfenstern versehen, wogegen die breiten Achsen mit großen vierfach gegliederten Rundbogenfenstern gestaltet sind, jedoch mit Ausnahme der siebten Achse, in der sich im Untergeschoss ein weiter Eingang für das Dienstpersonal befindet. Die Fenster in der Mittelachse und die beiden schmalen seitlichen Achsen sind ebenso wie die Mitarbeitertür teilweise mit Blausteinrahmen eingefasst.
In der straßenseitigen Fassade sind vier Medaillons mit den Aufschriften „V“, „A19“, „D10“ und „M“ eingelassen. Der Giebelaufbau in der Mittelachse ist hier mit drei kleinen rechteckigen Sprossenfenstern und einem darüber liegenden Ochsenauge versehen. Im Untergeschoss der Mittelachse befindet sich ein breiter Eingangsbereich zum Treppenhaus, das im Obergeschoss von einem großen dreifach gegliederten Rundbogenfenster ausgefüllt wird. Auch hier haben die beiden schmalen Achsen des Gebäudes Rechteckfenster, wogegen die breiten Achsen im Untergeschoss mit großen Rundbogenfenstern und im Obergeschoss mit großen Rechteckfenstern ausgestattet sind, die ihrerseits mit Blausteinrahmen eingefasst sind. Alle Fenster auf den beiden Längsseiten sind zumeist im oberen Drittel, teilweise auch komplett, sprossenartig gegliedert und größtenteils mit der originalen in grün und gelb gehaltenen, leicht welligen und handwerklich hergestellten Buntverglasung aus der Entstehungszeit versehen.
Das gesamte Direktionsgebäude ist mit einem fensterlosen Mansarddach bedeckt, das optisch über die sieben Hauptachsen verläuft und auf der südwestlich verlängerten achten Achse einen eigenständigen Aufbau hat. Es ist entsprechend der Geschichte des Unternehmens ebenso vollständig aus vorpatiniertem Zink angefertigt wie die seitliche Wetterwand oberhalb des Tankstellengebäudes, die ihrerseits mit typischem Diagonalraster versehen ist. Der sich im Inneren befindende Dachstuhl ist im Originalzustand aus Eichenholz erhalten geblieben.
Im Inneren des Gebäudes sind weitgehend alte Bauelemente übernommen worden, bei der ohne nachträglichen Stuck oder sonstige Veränderungen Bögen, Hohlkehlen und Blendpfeiler in ihren Grundformen erhalten geblieben sind. Besonders imposant hierbei ist das breite, von beiden Längsseiten lichtdurchflutete Treppenhaus mit den in allen Regenbogenfarben irisierenden Wandkacheln, den schlanken Terrazzostufen und dem in strengem Jugendstil handwerklich hergestellten Eisengeländer mit seinem schlichten hölzernen Handlauf.
Die eigens angefertigten Wandkacheln finden sich ebenso an den Wänden im Erdgeschoss wieder, ebenso wie der mit aufwändigen Steinintarsien geschmückte Terrazzobelag auf den Fluren, der vor Ort gegossen wurde. Ein Großteil der alten Holztüren konnte wiederverwendet werden, an denen sich ebenso wie an den Fenstern, Decken und Türgriffen Muster aus drei bis vier vertikalen oder horizontalen Kanneluren entdecken lassen.
Der Übergang vom Direktionsgebäude zu dem als Empfangsraum umgebauten ehemaligen Bahnhofsgebäude ist im Inneren fließend und die Stilunterschiede sind harmonisch aufeinander abgestimmt.